# Gbrainy
gbrainy是一个为GNOME设计的智力游戏，属于教育软件，旨在激发大脑潜力，授权协议是GNU GPL。使用C#编写，基于Mono并移植到Sugar图形环境以及Microsoft Windows。
主要包含：
- 逻辑游戏：考验思考分析能力。
- 计算：心算锻炼。
- 记忆：锻炼短时记忆。

## 其他
- Gcompris
- KDE教育计划